# Parlement de Libye
Le Parlement libyen exerce le pouvoir législatif du pays. Il se compose de la Chambre des représentants, chambre basse, et du Haut Conseil d'État, chambre haute.

## Histoire parlementaire
| Date        | Constitution                                         | Chambre haute                            | Chambre basse                            |                           |                           |
| ----------- | ---------------------------------------------------- | ---------------------------------------- | ---------------------------------------- | ------------------------- | ------------------------- |
| 1951-1969   | Constitution de 1951                                 | Sénat                                    | Chambre des représentants                |                           |                           |
| 1969-1977   | Aucune                                               | Conseil de commandement de la révolution | Conseil de commandement de la révolution |                           |                           |
| 1977-2011   | Aucune                                               | Congrès général du peuple                | Congrès général du peuple                |                           |                           |
| 2011-2012   | Déclaration constitutionnelle provisoire de la Libye | Conseil national de transition           | Conseil national de transition           |                           |                           |
| 2012-2016   | Déclaration constitutionnelle provisoire de la Libye | Congrès général national                 | Congrès général national                 |                           |                           |
| 2014-2016   | Déclaration constitutionnelle provisoire de la Libye | Chambre des représentants                | Chambre des représentants                | Chambre des représentants | Chambre des représentants |
| Depuis 2016 | Déclaration constitutionnelle provisoire de la Libye | Haut Conseil d'État                      | Chambre des représentants                |                           |                           |